# Каприле, Элиа
Элиа Каприле (итал. Elia Caprile; род. 25 августа 2001, Верона, Венеция) — итальянский футболист, вратарь клуба «Наполи», выступающий на правах аренды за клуб «Кальяри».

## Клубная карьера
Каприле — воспитанник клуба «Кьево». В 2020 году Элиа подписал контракт с английским «Лидс Юнайтед», где выступал за молодёжный состав. В 2021 году Каприле на правах аренды перешёл в «Про Патрия». 29 августа в матче против «Альбинолеффе» он дебютировал в итальянской Серии C. В 2022 году Каприле подписал контракт с «Бари»,подписав контракт на 3 года. 12 августа в матче против «Пармы» он дебютировал в итальянской Серии B.
Летом 2023 года Каприле перешёл в «Наполи». Сумма трансфера составила 7 млн. евро. В том же году Элиа на правах аренды перешёл в «Эмполи». В матче против «Эллас Верона» он дебютировал в итальянской Серии A.
7 января 2025 перешёл в «Кальяри» на правах аренды с правом выкупа до конца сезона 2024/25.

## Международная карьера
В 2023 году в составе молодёжной сборной Италии Каприле принял участие в молодёжном чемпионате Европы в Румынии и Грузии. На турнире он был запасным и на поле не вышел.